# Mettnau und Radolfzeller Aach unterhalb Singen
Das Gebiet Mettnau und Radolfzeller Aach unterhalb Singen ist ein mit Verordnung vom 1. Januar 2005 durch das Regierungspräsidium Freiburg nach der Richtlinie 92/43/EWG (Fauna-Flora-Habitat-Richtlinie) ausgewiesenes Schutzgebiet (Schutzgebietskennung DE-8219-341) im Süden des deutschen Landes Baden-Württemberg.

## Lage
Das rund 1.742 Hektar (ha) große Schutzgebiet „Mettnau und Radolfzeller Aach unterhalb Singen“ gehört zum Naturraum Hegau. Seine drei Teilgebiete erstrecken sich im Landkreis Konstanz entlang der Radolfzeller Aach von Singen im Norden über Rielasingen-Worblingen und Radolfzell bis zu ihrer Mündung in den Zeller See im Südosten sowie die Mettnau und ein Teilgebiet südlich der Bundesstraße 33 bei Böhringen. Sie verteilen sich auf die zwei Städte und drei Gemeinden:
- Stadt Singen (Hohentwiel): 22 % = 383,2436 ha
- Stadt Radolfzell am Bodensee: 17 % = 296,1428 ha
- Gemeinde Moos: 13 % = 226,4621 ha
- Gemeinde Rielasingen-Worblingen: 1 % = 17,4201 ha
- Gemeinde Steißlingen: 1 % = 17,4201 ha

## Schutzzweck
Wesentlicher Schutzzweck des FFH-Gebiets „Mettnau und Radolfzeller Aach unterhalb Singen“ ist die Erhaltung der erdgeschichtlich bedeutsamen, würmeiszeitlich geprägten Grundmoränen-Landschaft des Aachlaufs mit großem Riedkomplex, natürlichem Mündungsbereich, Auwald, Verlandungs- und Streuwiesenkomplexen der Mettnau sowie Flachwasserzonen des Zeller Sees.

Das Gebiet mit Pfeifengras-Streuwiesen, kalkreichen Stillgewässern und Sümpfen, Schotterterrassen, Schmelzwasserrinnen, Endmoränen und Toteislöchern ist Fischlaichplatz sowie Nahrungs-, Brut- und Überwinterungsraum für Wasservögel.

## Lebensräume und Lebensraumklassen
Die Vielfalt von trockenen und feuchten Lebensraumtypen im Schutzgebiet wird unter anderem mit
- 3140: „Kalkreiche, nährstoffarme Stillgewässer mit Armleuchteralgen“, 820,9 ha
- 3260: „Fließgewässer mit flutender Wasservegetation“, 22,0 ha
- 6410: „Pfeifengraswiesen“, 35,2 ha
- 6430: „Feuchte Hochstaudenflure“, 18,5 ha
- 6510: „Magere Flachland-Mähwiesen“, 39 ha
- 7210: „Kalkreiche Sümpfe mit Schneidried“, 4,0 ha
- 91E0: „Auwälder mit Erle, Esche und Weide“, 28,1 ha
- 91F0: „Hartholzauenwälder“, 2,0 ha

beschrieben.

### Lebensraumklassen
|                                                                       |                                                                       |  |      |      |
| N06 – Binnengewässer (stehend und fließend)                           | N06 – Binnengewässer (stehend und fließend)                           |  | 47 % | 47 % |
| N10 – Feuchtes und mesophiles Grünland                                | N10 – Feuchtes und mesophiles Grünland                                |  | 36 % | 36 % |
| N15 – Anderes Ackerland                                               | N15 – Anderes Ackerland                                               |  | 6 %  | 6 %  |
| N16 – Laubwald                                                        | N16 – Laubwald                                                        |  | 2 %  | 2 %  |
| N17 – Nadelwald                                                       | N17 – Nadelwald                                                       |  | 1 %  | 1 %  |
| N19 – Mischwald                                                       | N19 – Mischwald                                                       |  | 3 %  | 3 %  |
| N21 – Nichtwaldgebiete mit hölzernen Pflanzen, Gestrüpp usw.          | N21 – Nichtwaldgebiete mit hölzernen Pflanzen, Gestrüpp usw.          |  | 4 %  | 4 %  |
| N23 – Sonstiges (Städte, Straßen, Deponien, Gruben, Industriegebiete) | N23 – Sonstiges (Städte, Straßen, Deponien, Gruben, Industriegebiete) |  | 1 %  | 1 %  |
|                                                                       |                                                                       |  |      |      |

## Zusammenhängende Schutzgebiete
Mit dem FFH-Gebiet „Mettnau und Radolfzeller Aach unterhalb Singen“ sind die Naturschutzgebiete
- „Halbinsel Mettnau“ (3.005),
- „Radolfzeller Aachried“ (3.088),
- „Bohlinger Aachried“ (3.112),
- „Litzelsee“ (3.118),
- „Ziegeleiweiher Rickelshausen“ (3.191)
- „Radolfzeller Aachmündung“ (3.229) und
- „Bodenseeufer“ (3.585)

sowie die Landschaftsschutzgebiete
- „Galgenberg“ (3.35.002) und
- „Bodenseeufer“ (3.35.003)

als zusammenhängende Schutzgebiete ausgewiesen.

## Flora und Fauna

### Flora
Folgende, im Anhang II der Richtlinie 92/43/EWG aufgeführte Pflanzenart ist im Schutzgebiet erfasst: Grünes Gabelzahnmoos (Dicranum viride).

### Fauna
Folgende, im Anhang II der Richtlinie 92/43/EWG aufgeführte Tierarten sind im Schutzgebiet erfasst: Gelbbauchunke (Bombina variegata), der Nördliche Kammmolch (Triturus cristatus), der Europäische Biber (Castor fiber), Dunkler- (Maculinea nausithous) und Heller Wiesenknopf-Ameisen-Bläuling (Maculinea teleius), Bauchige Windelschnecke (Vertigo moulinsiana) und Schmale Windelschnecke (Vertigo angustior), Groppe (Cottus gobio) und Bachneunauge (Lampetra planeri) sowie die Helm-Azurjungfer (Coenagrion mercuriale).